# Nadia Ali
Nadia Ali (Tripoli (Libië), 3 augustus 1980) is een Pakistaans-Amerikaans zangeres. Ze werd bekend als zangeres van de formatie IIO, maar begon later een solo-carrière en is regelmatig te gast bij producties van diverse danceproducers.. Ook werkte ze onder de naam Hylls Het meest bekend is ze van de song Rapture, waar ze zowel IIO als solo een hit mee maakte. Ze werkte onder meer samen met Armin van Buuren en Tocadisco.

## Levensloop en carrière
Nadia Ali werd als Pakistaanse geboren in Libië. Al groeide ze op in New York in Queens. In 2001 vervoegde ze de dance act IIO die een initiatief is van producer Markus Moser. Ze is dan werkzaam op een kantoor van Versace en zingt wel eens op feestjes. Ze wordt via een collega die bevriend is met Moser met hem in contact gebracht. Hij is eigenlijk op zoek naar een zangeres voor een girlband, maar die plannen veranderen. Samen maken ze de track Rapture die wereldwijd een hit wordt. Er volgden meer singles en in 2005 verscheen het album Poetica. Dat jaar werkt ze ook samen met Armin van Buuren op de single Who Is Watching. In 2006 viel IIO uiteen, en ging Ali verder als soloartiest. Ze richtte daarvoor het label Smile In Bed op, waarop haar singles verschenen. In 2009 verschijnt ook haar soloalbum Embers. Het is een project dat vier jaar in beslag neemt en ze produceert het deels zelf en huurt enkele coproducers in. In 2010 komt ze met het Queen Of Clubs-project wat een album is met drie verschillende edities, met remixen van haar songs. Een nieuwe versie van Rapture, een remix door Avicii, wordt een hit. Twee van de remixen krijgen ook een nomitatie voor een Grammy Award. Daarnaast verschijnt ze nog op diverse platen van andere producers. Zo zingt ze op Better Run van Tocadisco en Try van Schiller. Ook werkt ze nog een keer samen met Armin van Buuren op Feels So Good en is Believe It van Spencer & Hill een hit. In 2012 verlegt ze haar werkterrein naar Los Angeles. Ze werkt daar aan Phoenix, dat haar tweede album zou moeten worden, al is dat tot op heden niet verschenen.Wel maakt ze de single Must Be The Love met Brian Transeau. 
Na een rustige periode komt ze in 2018 terug met het project Hylls, dat ze in eigen beheer uitbrengt Als Hylls brengt ze meer Singer-songwriter popmuziek. Naar eigen zeggen laat ze zich op deze muziek bijstaan door gerenommeerde muzikanten, die allen geheim gehouden worden. Er verschijnen in de loop van het jaar 2018 een reeks songs op fileformaat, waarvan er iedere maand een wordt uitgebracht. De diverse songs staan op het digitale album Once (2019). In 2018 wordt ze eveneens moeder van een zoon, waarna ze het een tijd rustiger aan moet doen. In 2024 duikt ze weer op in een samenwerking met CamelPhat, op het nummer Endlessly.

## Discografie
Albums
- Embers (2009)
- Queen of clubs trilogy (2010)
- Hylls - Once (2019)

| Single met eventuele hitnotering(en) in de Nederlandse Top 40 | Datum van verschijnen | Datum van binnenkomst | Hoogste positie | Aantal weken | Opmerkingen        |
| ------------------------------------------------------------- | --------------------- | --------------------- | --------------- | ------------ | ------------------ |
| Rapture                                                       | 2010                  | 18-12-2010            | tip10           | -            |                    |
| Believe it                                                    | 2011                  | 31-12-2011            | tip4            | -            | met Spencer & Hill |

| Single met hitnotering(en) in de Vlaamse Ultratop 50 | Datum van verschijnen | Datum van binnenkomst | Hoogste positie | Aantal weken | Opmerkingen |
| ---------------------------------------------------- | --------------------- | --------------------- | --------------- | ------------ | ----------- |
| Better Run (met Tocadisco)                           | 2009                  | 23-01-2010            | 15              | 8            |             |
| Rapture                                              | 2010                  | 29-01-2011            | 28              | 5            |             |
| Believe It                                           | 2010                  |                       | tip72           |              |             |
| Pressure                                             | 2011                  |                       | tip37           |              |             |

- Bibliothèque nationale de France: cb16524128w (data)
- International Standard Name Identifier: 0000 0003 7189 0250
- Library of Congress Control Number: n2013064765
- MusicBrainz: e5d928e1-b020-4dd8-9497-7aaee1b337bd
- Système universitaire de documentation: 160960258
- Virtual International Authority File: 173817441
- WorldCat: E39PBJf8vBMkQMGFRV9cjcP4v3